# Polenica (Pieniny)
Polenica (803 m n.p.m.) – szczyt w Pieninach Czorsztyńskich w masywie Flaków, który ma dwa wierzchołki: wyższy wschodni (Flaki 810 m) i niższy zachodni (Polenica 803 m). Polenica, mimo że niższa, jest ważnym punktem topograficznym, znajduje się bowiem na jej szczycie punkt triangulacyjny. U północnych podnóży Polenicy znajduje się duża polana Zaukierze, stok południowy przechodzi w Długą Grapę, u której podnóży jest polana Za Cisowcem, stok zachodni opada do doliny potoku Głębokie. Stokiem tym biegnie droga z Niedzicy do Krośnicy.
Polenica znajduje się w granicach wsi Sromowce Wyżne w województwie małopolskim, w powiecie nowotarskim, w gminie Czorsztyn. Jest niemal całkowicie porośnięta lasem, dawniej była częściowo bezleśna, ale znajdujące się na jej grzbiecie polany stopniowo zarastają lasem. W całości znajduje się na obszarze Pienińskiego Parku Narodowego. Nie prowadzi przez nią żaden szlak turystyczny.
Występuje tutaj m.in. oset pagórkowy i pszonak pieniński – bardzo rzadkie rośliny, w Polsce występujące tylko w Pieninach i to w nielicznych tylko miejscach.